# صلاح محمود الحركة
صلاح محمود الحركة (1943 -2022 سياسي ونائب لبناني سابق.

## ولادته ونشأته
من مواليد 1943 ميلادي، في محلة برج البراجنة في الضاحية الجنوبية للبنان.

## أسرته
- متأهل من وفاء خليل حسون ولهما ثلاثة أولاد.
- استمر والده، محمود الحركة، مختاراً لبرج البراجنة طوال 45 سنة وذلك حتى وفاته عام 1989.

## دراسته
حائز على بكالوريوس آداب (كلية التربية) من الجامعة الأميركية (1964).

## عمله
بين 1964 و1966 عمل أستاذاً في التعليم الثانوي لمصلحة وزارة التربية 1964-1966 قبل أن سافر، في عداد بعثة للأونسكو، إلى زائير في مهمة تربوية.
سنة 1972 تشارك مع السيدة واندا بولين والأستاذ جورج سلامة في ملكية مدرسة مانور هاوس التي عمل مديراً لها حتى سنة 1975 حيث اضطره اندلاع الحرب إلى السفر إلى السعودية حيث انخرط في ميدان الأعمال الحرة. مطلع الثمانينيات عاد إلى لبنان وتابع نشاطه في مجال الأعمال الحرة.

## في النيابة
في العام 1996 انتخب نائباً عن أحد المقعدين الشيعيين في دائرة بعبدا (جبل لبنان).
ترشح عن أحد هذين المقعدين في انتخابات 2009 ولكن الحظ لم يحالفه.